# Apogonalia pennata
Apogonalia pennata är en insektsart som beskrevs av Nielson et Godoy 1995. Apogonalia pennata ingår i släktet Apogonalia och familjen dvärgstritar. Inga underarter finns listade i Catalogue of Life.